# بارداهل
بارداهل (انگلیسی: Bardahl) شرکت روغن موتور آمریکایی است، که در سال ۱۹۳۹ تأسیس شد.